# Dags för slagsmål
Dags för slagsmål! är ett album av Navid Modiri & Gudarna, utgivet 2005 på skivbolaget SwingKids. Albumet, som var gruppens första, spelades in 2004-2005.

## Låtlista
1. "Gå förbi" - 3:16
2. "Vi gör det här för att vi måste" - 4:22
3. "Kroki" - 2:53
4. "Med socker på" - 4:26
5. "Snart dör Bob Dylan" - 5:00
6. "Hisingen luktar gräs" - 5:19
7. "Bultande hjärta" - 3:27
8. "Fri fot" - 4:27
9. "Dags för slagsmål" - 3:32
10. "Kom och dansa med oss" - 7:32